# Spring Hill College

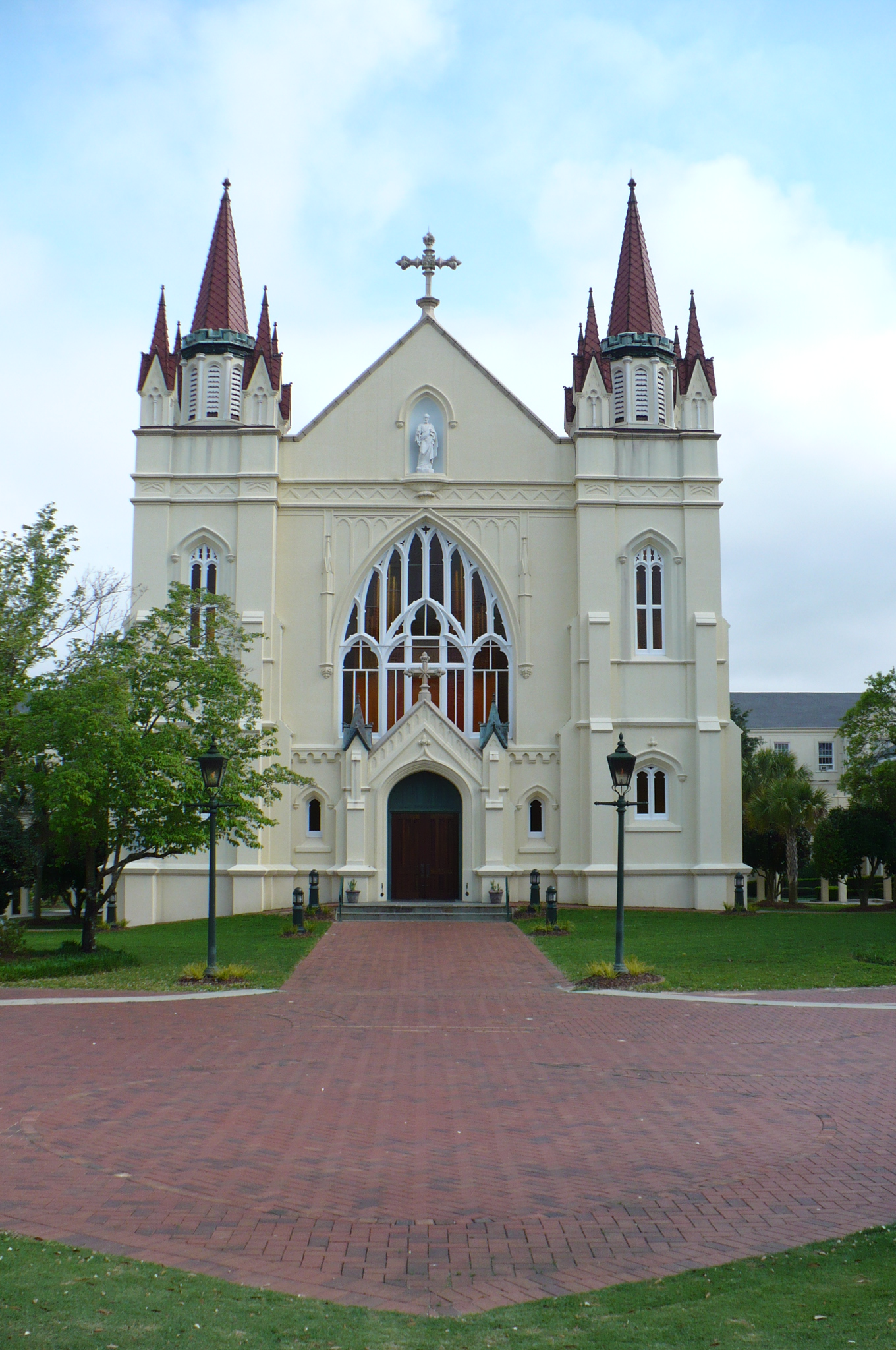
Capilla de San José, situada en el centro del campus.

Spring Hill College es una universidad privada, católica, de la Compañía de Jesús, ubicada en Mobile (Alabama), Estados Unidos de América. Forma parte de la Asociación de Universidades Jesuitas (AJCU), en la que se integran las 28 universidades que la Compañía de Jesús dirige en los Estados Unidos. 
Es la universidad católica más antigua del sur de los Estados Unidos, y la quinta universidad católica más antigua de la nación.

## Historia
La universidad fue fundada en 1830 por el primer obispo de Mobile, Michael Portier. Tras una primera etapa bajo la dirección de la diócesis, el obispo decidió transferir la institución, primero a la congregación de los Sacerdotes de la Misericordia, que había fundado Jean-Baptiste Rauzan, y después a la Congregación de Jesús y María de San Juan Eudes S.I.. Ninguno de los dos institutos de vida consagrada tenían la experiencia necesaria para administrar la institución ni para impartir la enseñanza que se deseaba, por lo que el obispo se dirigió a la Compañía de Jesús para trasferirles la universidad. Los jesuitas aceptaron y en septiembre de 1847 se hicieron cargo de Spring Hill College y nombraron primer rector jesuita al Padre Francis Gautrelet, S.J.

## Campus
El campus ocupa 450 acres (más de 1.8 km²) en una colina natural repleta de robles, palmeras y azaleas. Incluye un campo de golf de 18 hoyos. Tiene 32 edificios, muchos de los cuales están registrados en el National Register of Historic Places.

## Deportes
Spring Hill College compite en la Southern Intercollegiate Athletic Conference de la División II de la NCAA.